# Asonlampi
Asonlampi är en sjö i kommunen Kangasniemi i landskapet Södra Savolax i Finland. Arean är 34 hektar och strandlinjen är 3,05 kilometer lång. Sjön  ingår i Kymmene älvs huvudavrinningsområde.   Den ligger omkring 60 kilometer norr om S:t Michel och omkring 240 kilometer norr om Helsingfors. 
Asonlampi ligger öster om Kolmipohja. 